# Avel

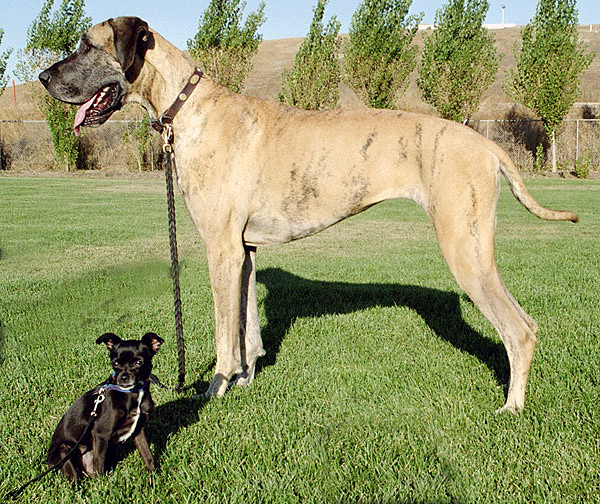
En Chihuahua blandras och en Grand danois visar den stora variationen av hundars storlek på grund av avel.

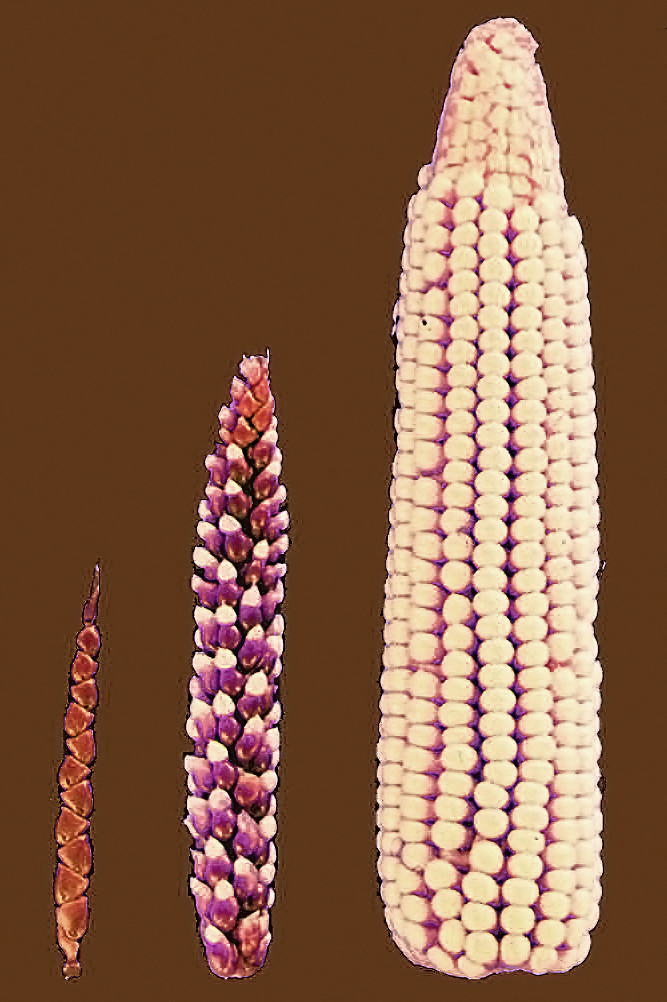
Genom urval har ursprunglig majs förändrats till stora majskolvar med synliga frön (till höger).

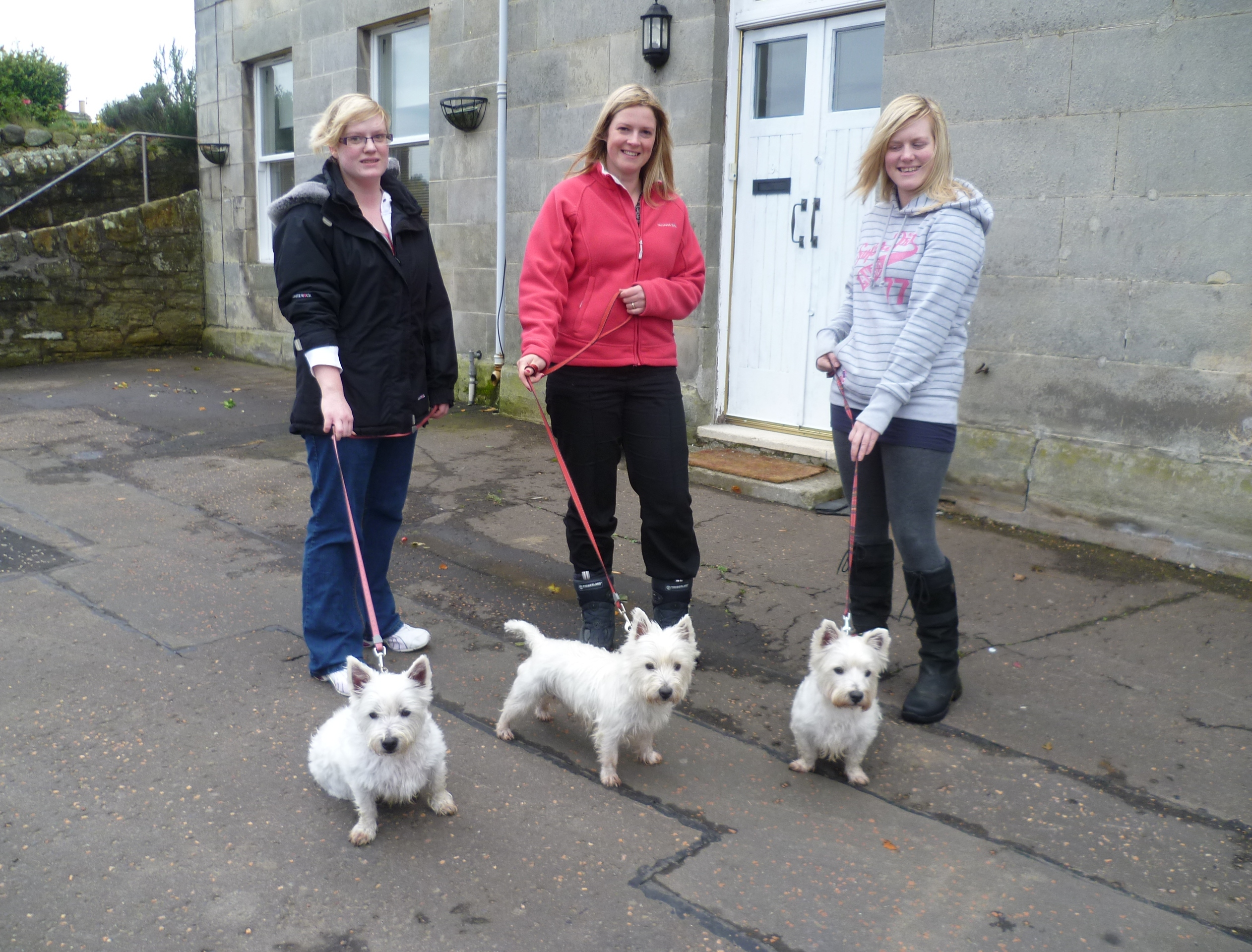
Tre generationer av ”westies” i en by i Fife, Skottland.

Avel är planerad befruktning av djur för att få avkomma med önskade egenskaper, heteros. Avel är vanligast för stora däggdjur som hund, katt, häst, får, nötkreatur och tamsvin, men förekommer även kommersiellt för att förädla exempelvis akvariefiskar och papegojor. Avel förekommer främst på grund av ekonomiska och estetiska hänsyn, men också för att föra gener och arv vidare för hotade arter.

## Historia
Medveten avel har praktiserats i tusentals år. Nutida nötkreatur och tamgrisar har avlats från uroxen respektive vildsvinet, och blev tidigt viktiga för människans försörjning av såväl kött som för mjölk och andra produkter. Avel på djur avsedda som livsmedel – vilket även inkluderar får och tamhöns (broiler) – har ständigt strävat mot att ta fram individer som växer fort och ger mycket kött, ägg eller mjölkprodukter. Vilda djur har i regel en större andel muskler och äter en mindre energirik föda, och växer därför långsammare. 
Hästar avlas främst för deras förmåga att galoppera eller trava. De används även för arbete inom bland annat skogs- och jordbruk, men sedan arbetet motoriserats sker inte längre någon särskilt extensiv avel för att ta fram raser särskilt anpassade som arbetshästar.
Hundar, katter och andra sällskapsdjur avlas ofta för estetiska skäl. Hundar har även tjänat som människans nyttodjur genom århundradena, och exemplar har avlats för många olika syften, såsom vallhundar, S:t Bernhardshund för att leta upp folk i berg, kamphundar för att slåss, jakthundar såsom tax för att jaga i gryt, och så vidare.

## Metoder
Det finns tre huvudsakliga metoder som används vid avel:
- Isolering: En grupp som används för avel måste isoleras från gener utifrån.
- Styrd selektion: Uppfödare måste själva se till att exemplar med önskade drag parar sig med andra specimen med liknande drag.
- Inavel: Det är nödvändigt att tillämpa en viss grad av inavel, för att rensa ut oönskade drag eller konkretisera önskade drag. Det är kontroversiellt eftersom det ofta också leder till att vissa djurraser har ökad risk för genetiska åkommor.

Uppfödaren avgör vilka djur som ska användas i avel, beroende på vilka egenskaper som är eftertraktade i avkomman. Oftast finns det ett speciellt avelspar med de bästa egenskaperna, som får föra sina gener vidare; till exempel den ko som producerar mest mjölk eller den höna som lägger flest eller störst ägg. Det finns emellertid andra egenskaper än de rent fysiska som också bör vägas in i avelsarbetet. Exempelvis är ett bra psyke och temperament hos avelsdjuren minst lika viktigt, eftersom de nästkommande avkommorna måste kunna hanteras, och de måste vara friska och må väl, för att inte kosta för mycket pengar och gemene man (stadsbo som bonde) vill ha djuren friska.